# 西班牙牌

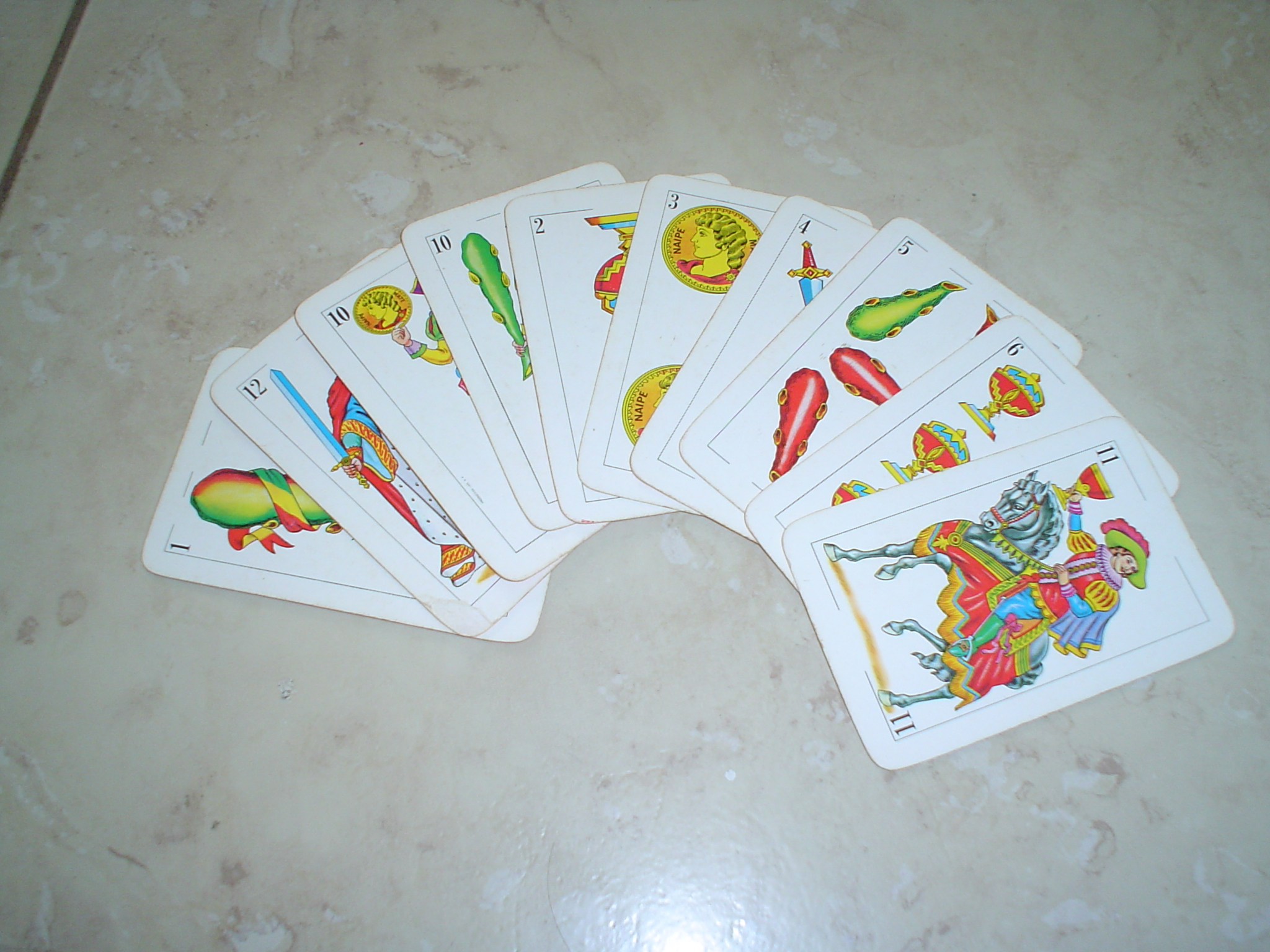
西班牙牌

西班牙牌（Baraja），或翻西班牙撲克、巴拉哈牌，是西班牙傳統遊戲牌牌具。

## 牌具
序數牌為一到十二，為硬幣、棍棒、聖杯、寶劍這四門花色，每種一張，共四十八張牌。人頭牌為十到十二。邊框會有缺口來方便辨別花色。
| 杯子 Copas | 硬幣 Oros | 棍棒 Bastos | 寶劍 Espadas |
| 紅心       | 方块      | 梅花        | 黑桃         |

也有牌具會再加兩張鬼牌；或是去掉數字八、九，只有四十張。

## 玩法
有以下玩法。
- Mus
- Brisca
- Escoba
- Julepe